# Shatápatha-bráhmana
El Shatápatha bráhmana (compuesto en la primera mitad del I milenio a. C.) es un conocido texto religioso hinduista sánscrito en prosa que describe los rituales védicos.

## Datación
Desde el punto de vista lingüístico pertenece al periodo bráhmana del sánscrito védico, que data de la primera mitad del I milenio a. C., que en la India corresponde a la Edad de Hierro.
Los textos bráhmanas son varios siglos anteriores al Majábharata (texto épico-religioso del siglo III a. C., el texto más extenso y quizá el más importante del hinduismo).

## Nombre sánscrito
- śatapatha brāhmaṇa, en el sistema AITS (alfabeto internacional de transliteración sánscrita).
- शतपथ ब्राह्मण, en escritura devánagari (con la que se escribe el sánscrito, el hindi, etc.).
- Pronunciación: /shatápatja brájmana/.[2]
- Etimología: ‘el texto bráhmana con cien caminos’.
  - shatá: ‘cien’
  - patha, pronunciado /patjá/ (como en inglés path, pronunciado /páz/): ‘sendero’; y
  - bráhmana: reglas para el empleo de mantras en varios tipos de sacrificios realizados por los sacerdotes brahmanes.

Se puede ver abreviado SB (aunque se puede confundir con la abreviatura del Śrīmad-bhágavatam).

## Contenido
Según el sanscritólogo británico Monier Monier-Williams (1819-1899), el Shatápatha-bráhmana es el texto bráhmana correspondiente al Sukla-iayur-vedá (o Iayur-vedá blanco, o Váyasanei-samjitá).
Este bráhmana, y su correspondiente samhitá, se atribuyen al rishí (sabio) Iagñávalkia.
Quizás sea el más moderno de los textos bráhmanas. 
Toda la obra se considera la más sistemática e interesante de todos los textos bráhmanas.
Aunque está dirigida principalmente a los rituales y los sacrificios, está llena de detalles curiosos y leyendas mitológicas, incluyendo los mitos de la creación y el diluvio de Manu.
El texto describe con gran detalle la preparación de altares, objetos ceremoniales, recitados rituales y la libación de la droga religiosa soma, junto con los atributos simbólicos de todos los aspectos de los rituales.

## Dos versiones
El Shatapata-bráhmana ha sobrevivido en dos versiones shakhas (‘ramas’, escuelas o recensiones):
- Madhiandina shakha (SBM: shatápatha bráhmana madhiandina) que contiene cien adhiaias (‘clases’ o conferencias) divididas en 14 kāṇḍas (‘capítulos’ o libros), y es la versión más conocida. De acuerdo con otra organización, contiene 68 prapāṭhakas. Los 14 libros de la recensión Madhyandina se pueden dividir en dos partes principales:
  - Los primeros 9 libros tienen comentarios textuales, a menudo línea por línea, de los 18 primeros libros del sanjitá correspondiente del Iayurvedá.
  - Los siguientes 5 libros cubren material suplementario y ritualístico más reciente, además de incluir el famoso BrijadAraniaka upanishad, que ocupa la mayor parte del último libro.
- Kanwa shakha (SBK: shatápatha bráhmana kanua), que tiene 104 adhiaias repartidas en 17 libros.

## Traducción
El Shatápatha bráhmana fue traducido al inglés a fines del siglo XIX por el prof. Julius Eggeling, en 5 volúmenes publicados como parte de la serie Sacred Books of the East (‘los libros sagrados de Oriente’).